# Alessandro Tambellini
Alessandro Tambellini (n. 30 aprilie 1955, Lucca, Toscana, Italia) este un politician italian.